# Самойлов, Владимир Фёдорович
Владимир Фёдорович Самойлов (1917, Иваново-Вознесенск, Шуйский уезд — 1991, Москва) — советский учёный, разработчик телевизионной техники, доктор технических наук, профессор.

## Биография
Родился в Иваново-Вознесенске. Сын революционера Фёдора Самойлова.
Окончил Инженерно-техническую академию связи им. В. Н. Подбельского (1941).
Участник войны, награждён медалью «За победу над Германией в Великой Отечественной войне 1941—1945 гг.» и орденом Отечественной войны II степени (1985).
После демобилизации поступил в аспирантуру МЭИС (кафедра ТВ). В 1950 г. защитил кандидатскую диссертацию на тему «Теория и расчет одномламповых генераторов пилообразных электрических импульсов для телевизионного приемника» и с тех пор вёл научную и преподавательскую деятельность там же. В 1970-е гг. зав. кафедрой телевидения.
Разработчик методов и схем построения ТВ-разверток. Автор и соавтор книг и монографий по телевизионной тематике, учебников для вузов «Телевидение» (1975) и «Основы цветного телевидения» (1982).
Доктор технических наук (1966), профессор (1968). Заслуженный деятель науки и техники РСФСР.
Похоронен на Новодевичьем кладбище (4 участок, 37 ряд).
Сын — Фёдор Владимирович Самойлов (р. 1951), инженер.

## Публикации
- Генераторы телевизионной развертки. — Москва : Связь, 1966. — 356 с. : черт.; 22 см.
- Транзисторные генераторы телевизионной развертки. — Москва : Связь, 1969. — 161 с. : черт.; 22 см.
- Качественные показатели телевизионного изображения. — Москва ; Ленинград : Госэнергоиздат, 1963. — 56 с. : ил.; 20 см. — (Массовая радиоб-ка; Вып. 475).
- Генераторы пилообразного тока в телевизоре: (Основы теории и расчета). — Москва : Связьиздат, 1960. — 155 с. : ил.; 23 см.
- Синхронизация генераторов телевизионной развертки. — Москва ; Ленинград : Госэнергоиздат, 1961. — 96 с. : черт.; 21 см. — (Массовая радиоб-ка; Вып. 395).
- Большой телевизионный экран. — Москва ; Ленинград : Госэнергоиздат, 1962. — 64 с. : черт.; 20 см. — (Массовая радиоб-ка; Вып. 437).
- Импульсная техника: [Учебник для техникумов связи] / В. Ф. Самойлов, В. Г. Маковеев. — 3-е изд., перераб. и доп. — Москва : Связь, 1971. — 224 с. : черт.; 22 см.
- Системы цветного телевидения/ В. Ф. Самойлов, Б. П. Хромой. — 2-е изд., перераб. и доп. — Москва : Энергия, 1971. — 71 с. : черт.; 20 см. — (Массовая радиобиблиотека; Вып. 760).
- Система цветного телевидения SECAM/ В. Ф. Самойлов, Б. П. Хромой. — Москва : Энергия, 1967. — 63 с. : черт.; 20 см. — (Массовая радиобиблиотека; Вып. 646).
- Основы цветного телевидения / В. Ф. Самойлов, Б. П. Хромой. — М. : Радио и связь, 1982. — 159 с. : ил.; 21 см. — (Массовая радиобиблиотека. Вып. 1047; ;).
- Телевидение: [Учебник для электротехн. ин-тов связи] / В. Ф. Самойлов, Б. П. Хромой. — Москва : Связь, 1975. — 400 с., 2 л. ил. : ил.; 22 см.